# Discografia di Carla Bruni
La discografia di Carla Bruni, cantante pop italiana, naturalizzata francese, è costituita da sei album in studio, uno dal vivo, un EP e oltre 15 singoli, pubblicati a partire dal 2002.

## Album

### Album in studio
| Anno                                                                          | Informazioni | Posizione massima | Posizione massima | Posizione massima | Posizione massima | Posizione massima | Posizione massima | Posizione massima | Posizione massima | Posizione massima | Posizione massima | Certificazioni                                                     |
| Anno                                                                          | Informazioni | FRA               | AUT               | BEL (Fl)          | BEL (Wa)          | GER               | ITA               | NL                | POR               | SWI               | UK                | Certificazioni                                                     |
| ----------------------------------------------------------------------------- | --- | ----------------- | ----------------- | ----------------- | ----------------- | ----------------- | ----------------- | ----------------- | ----------------- | ----------------- | ----------------- | ------------------------------------------------------------------ |
| 2002                                                                          | Quelqu'un m'a dit - Pubblicato: 5 novembre 2002 8 aprile 2003 - Etichetta: Naïve - Formato: CD, download digitale  | 1                 | 27                | 9                 | 1                 | 15                | 4                 | —                 | 5                 | 4                 | 178               | - BEL: Platino - CAN: Platino - SWI: Platino - GER: Oro - SPA: Oro |
| 2007                                                                          | No Promises - Pubblicato: 15 gennaio 2007 - Etichetta: Naïve - Formato: CD, download digitale                      | 1                 | 11                | 2                 | 1                 | 2                 | 11                | 47                | 6                 | 1                 | 65                | - BEL: Oro                                                         |
| 2008                                                                          | Comme si de rien n'était - Pubblicato: 11 luglio 2008 - Etichetta: Naïve - Formato: CD, download digitale          | 1                 | 10                | 6                 | 2                 | 24                | 14                | 31                | 21                | 3                 | 58                | - BEL: Oro                                                         |
| 2013                                                                          | Little French Songs - Pubblicato: 29 marzo 2013 - Etichetta: Teorema, Barclay - Formato: CD, LP, download digitale | 2                 | 26                | 8                 | 8                 | 28                | 92                | —                 | —                 | 30                | —                 | - FRA: Platino                                                     |
| 2017                                                                          | French Touch - Pubblicato: 6 ottobre 2017 - Etichetta: Teorema, Barclay - Formato: CD, LP, DVD, download digitale  | 8                 | 45                | 16                | 16                | 27                | —                 | —                 | 42                | 19                | —                 | - FRA: Oro                                                         |
| 2020                                                                          | Carla Bruni - Pubblicato: 9 ottobre 2020 - Etichetta: Teorema - Formato: CD, LP, download digitale, streaming      | 12                | 58                | 73                | 15                | 41                | —                 | —                 | —                 | 26                | —                 |                                                                    |
| "—" indica una pubblicazione non classificata o non pubblicata in quel paese. | |                   |                   |                   |                   |                   |                   |                   |                   |                   |                   |                                                                    |

### Album dal vivo
| Anno | Informazioni                                                                                           |
| ---- | --- |
| 2014 | A l'Olympia - Pubblicato: 20 ottobre 2014 - Etichetta: Universal - Formato: CD, DVD, download digitale |

## Singoli

### Singoli radiofonici
| Anno                                                                          | Titolo                                              | Posizione massima | Posizione massima | Posizione massima | Posizione massima | Posizione massima | Posizione massima | Certificazioni | Album di provenienza                 |
| Anno                                                                          | Titolo                                              | FRA               | AUT               | BEL (Fl)          | BEL (Wa)          | NL                | POR               | Certificazioni | Album di provenienza                 |
| ----------------------------------------------------------------------------- | --------------------------------------------------- | ----------------- | ----------------- | ----------------- | ----------------- | ----------------- | ----------------- | -------------- | ------------------------------------ |
| 2002                                                                          | Quelqu'un m'a dit                                   | 111               | —                 | —                 | —                 | —                 | —                 |                | Quelqu'un m'a dit                    |
| 2002                                                                          | Tout le monde                                       | —                 | —                 | —                 | —                 | —                 | —                 |                | Quelqu'un m'a dit                    |
| 2003                                                                          | Qu'est-ce que tu crois? (con Julien Clerc)          | —                 | —                 | —                 | 11                | —                 | —                 |                | Studio                               |
| 2006                                                                          | Those Dancing Days Are Gone                         | —                 | —                 | 14                | 6                 | —                 | 40                |                | No Promises                          |
| 2006                                                                          | If You Were Coming in the Fall                      | —                 | —                 | —                 | —                 | —                 | —                 |                | No Promises                          |
| 2008                                                                          | L'amoreuse                                          | —                 | 62                | 14                | 2                 | 85                | —                 |                | Comme si de rien n'était             |
| 2010                                                                          | Absolute Beginners (Cover)                          | —                 | —                 | —                 | —                 | —                 | —                 |                | We Were So Turned On                 |
| 2013                                                                          | Chez Keith et Anita                                 | 62                | —                 | 68                | 19                | —                 | —                 |                | Little French Songs                  |
| 2013                                                                          | Mon Raymond                                         | 57                | —                 | —                 | 40                | —                 | —                 |                | Little French Songs                  |
| 2013                                                                          | Le pingouin                                         | 42                | —                 | —                 | —                 | —                 | —                 |                | Little French Songs                  |
| 2013                                                                          | J'arrive à toi                                      | —                 | —                 | —                 | —                 | —                 | —                 |                | Little French Songs                  |
| 2017                                                                          | Miss You                                            | —                 | —                 | 82                | —                 | —                 | —                 |                | French Touch                         |
| 2017                                                                          | Perfect Day                                         | —                 | —                 | —                 | —                 | —                 | —                 |                | French Touch                         |
| 2020                                                                          | Quelque chose                                       | —                 | —                 | —                 | —                 | —                 | —                 |                | Carla Bruni                          |
| 2020                                                                          | Un grand amour                                      | —                 | —                 | —                 | —                 | —                 | —                 |                | Carla Bruni                          |
| 2024                                                                          | Malumore francese (Michele Bravi feat. Carla Bruni) | —                 | —                 | —                 | —                 | —                 | —                 |                | Tu cosa vedi quando chiudi gli occhi |
| "—" indica una pubblicazione non classificata o non pubblicata in quel paese. |                                                     |                   |                   |                   |                   |                   |                   |                |                                      |

### Singoli promozionali
| Anno | Titolo                                                  | Album di provenienza     |
| ---- | ------------------------------------------------------- | ------------------------ |
| 2002 | Raphael                                                 | Quelqu'un m'a dit        |
| 2003 | Le toi du moi                                           | Quelqu'un m'a dit        |
| 2005 | Before the World Was Made                               | No Promises              |
| 2008 | T'a tienne                                              | Comme si de rien n'était |
| 2008 | L'antilope                                              | Comme si de rien n'était |
| 2014 | All the Best (con Marianne Faithfull)                   | A l'Olympia              |
| 2016 | Vole (con Nolwenn Leroy, Alain Souchon, Laurent Voulzy) | /                        |

## Altri brani entrati in classifica
| Anno | Titolo        | Posizione massima | Certificazioni | Album di provenienza |
| Anno | Titolo        | FRA               | Certificazioni | Album di provenienza |
| ---- | ------------- | ----------------- | -------------- | -------------------- |
| 2008 | Dolce Francia | 188               |                | Little French Songs  |

## Collaborazioni
| Anno | Titolo                                  | Album di provenienza     |
| ---- | --------------------------------------- | ------------------------ |
| 2008 | Déranger les pierres (con Julien Clerc) | Où s'en vont les avions? |
| 2011 | Jolis Sapins (con Michel Legrand)       | Noël! Noël!! Noël!!!     |
| 2012 | Les gens du Nord (con Enrico Macias)    | Venez tous mes amis!     |
| 2021 | Photographs (con Tanya Chua)            | Depart                   |

## Classifiche
| Anno | Album                    | Classifiche        | Classifiche | Classifiche | Classifiche | Classifiche         | Classifiche        | Classifiche       | Classifiche           | Classifiche       | Classifiche       | Classifiche            | Classifiche          | Classifiche          | Classifiche         | Classifiche            | Classifiche        | Classifiche            | Classifiche       | Classifiche | Vendite francesi / totali |
| Anno | Album                    | Francia (bandiera) | D           | BEL/Fr      | BEL/Nl      | Svizzera (bandiera) | Austria (bandiera) | Italia (bandiera) | Portogallo (bandiera) | Spagna (bandiera) | Svezia (bandiera) | Paesi Bassi (bandiera) | Danimarca (bandiera) | Finlandia (bandiera) | Germania (bandiera) | Regno Unito (bandiera) | Polonia (bandiera) | Stati Uniti (bandiera) | Canada (bandiera) | MONDO       | Vendite francesi / totali |
| ---- | ------------------------ | ------------------ | ----------- | ----------- | ----------- | ------------------- | ------------------ | ----------------- | --------------------- | ----------------- | ----------------- | ---------------------- | -------------------- | -------------------- | ------------------- | ---------------------- | ------------------ | ---------------------- | ----------------- | ----------- | ------------------------- |
| 2002 | Quelqu'un m'a dit        | 1                  | —           | 1           | 9           | 4                   | 27                 | 4                 | 5                     | —                 | —                 | —                      | —                    | —                    | 14                  | —                      | —                  | —                      | ?                 | ?           | 1 200 900 / ~ 2 000 000   |
| 2007 | No Promises              | 1                  | 1           | 1           | 2           | 1                   | 11                 | 11                | 6                     | 5                 | 55                | 47                     | —                    | —                    | 2                   | 65                     | 27                 | —                      | —                 | —           | 630 000 / ?               |
| 2008 | Comme si de rien n'était | 1                  | 1           | 2           | 6           | 3                   | 10                 | 15                | 21                    | 32                | —                 | 31                     | 38                   | 23                   | 15                  | 58                     | 30                 | 195                    | 15                | 20          | 193 000 / 481 000         |
| 2013 | Little French Songs      | 2                  | 2           | 8           | 8           | 30                  | 26                 | 92                | —                     | 68                | —                 | —                      | —                    | —                    | 28                  | —                      | 30                 | —                      | —                 | 29          |                           |